# عباس‌آباد (قلعه)
عباس‌آباد قلعه ای با اهمیت استراتژیک برای دفاع از خانات نخجوان بود.

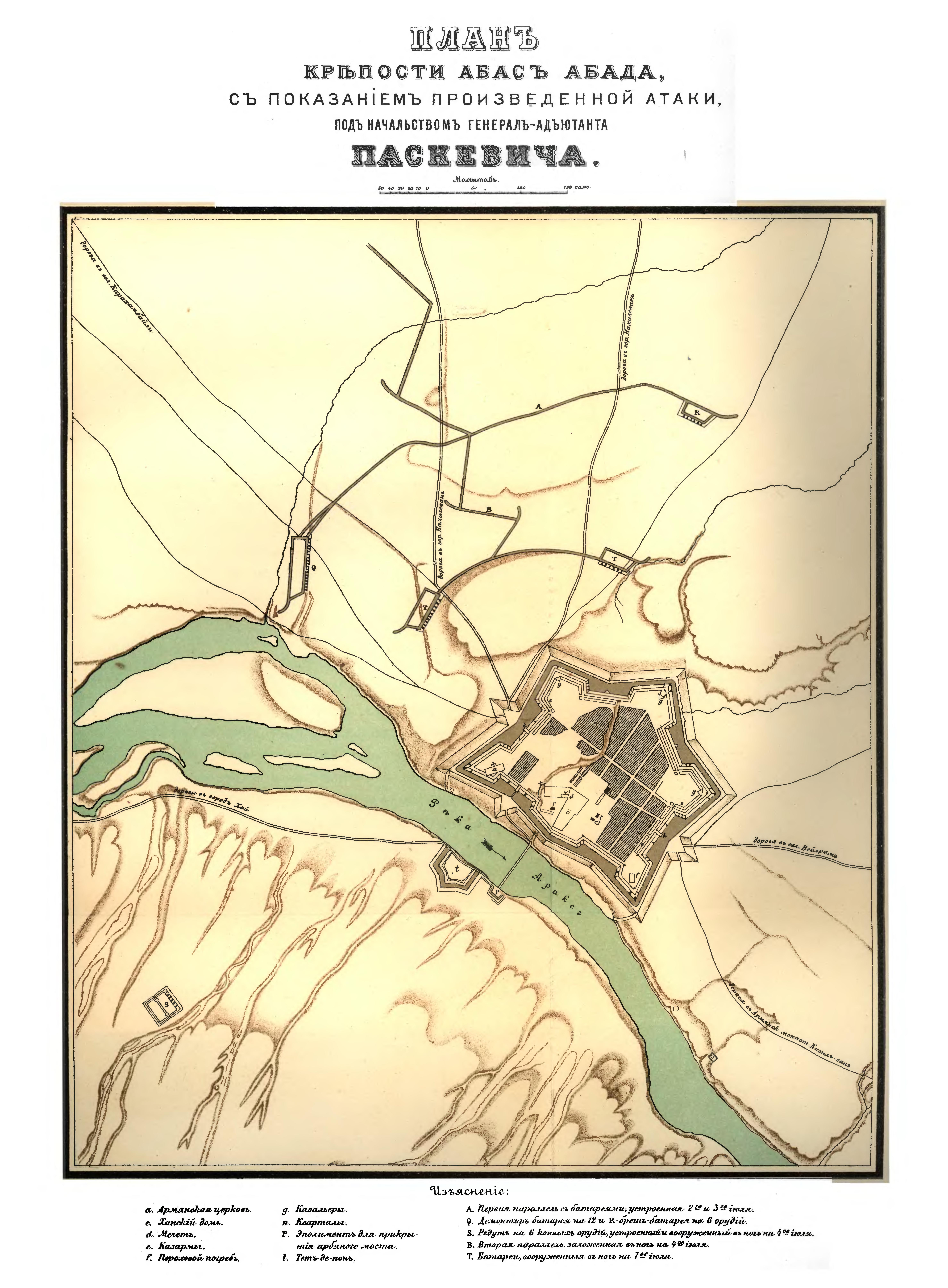
نقشه حمله به عباس‌آباد کشیده شده توسط سردار پاسکویچ در ۱۸۲۷

عباس میرزا این بنا را با کمک مهندسان فرانسوی در سال ۱۸۱۰ ساخته بود. او احسان خان کنگرلو را به عنوان فرمانده قلعه در سال ۱۸۲۷ در طول جنگ ایران و روس برگزید. در طول محاصرۀ روس‌ها احسان خان مخفیانه ترتیبی داد که دروازه‌های قلعه برای سردار پاسکویچ در ۲۲ ژوئیه سال ۱۸۲۷ باز شود.
در طول حکومت روس‌ها قلعه رها شده بود و رو به تخریب رفت. خرابه‌های آن تا دهه ۱۹۷۰ باقی مانده بود تا زمانی که در طول ساخت و ساز سد ارس به زیر آب رفت.